# Gijón Mariners 2022
Questa voce raccoglie le informazioni riguardanti i Gijón Mariners nelle competizioni ufficiali della stagione 2022.

## LNFA Serie A 2022

### Stagione regolare
| Rivas-Vaciamadrid 15 gennaio 2022, ore 15:00 1ª giornata | Osos de Rivas | 34 – 17 referto | Gijón Mariners | Polideportivo Cerro del Telégrafo |

| Gijón 5 febbraio 2022, ore 15:00 3ª giornata | Gijón Mariners | 3 – 49 referto | Las Rozas Black Demons | Complejo Deportivo Las Mestas |

| Fuengirola 13 febbraio 2022, ore 12:00 4ª giornata | Fuengirola Potros | 27 – 30 referto | Gijón Mariners | Polideportivo Elola |

| Murcia 26 febbraio 2022, ore 17:00 5ª giornata | Murcia Cobras | 16 – 19 referto | Gijón Mariners | Estadio José Barnés |

| Gijón 5 marzo 2022, ore 12:00 6ª giornata | Gijón Mariners | 3 – 34 referto | Osos de Rivas | Complejo Deportivo Las Mestas |

| Las Rozas de Madrid 26 marzo 2022, ore 17:00 8ª giornata | Las Rozas Black Demons | 49 – 14 referto | Gijón Mariners | Campo de Rugby El Cantizal |

| Gijón 9 aprile 2022, ore 17:00 9ª giornata | Gijón Mariners | 55 – 12 referto | Fuengirola Potros | Complejo Deportivo Las Mestas |

| Gijón 24 aprile 2022, ore 12:00 10ª giornata | Gijón Mariners | 1 – 0 (a tavolino) referto | Murcia Cobras | Complejo Deportivo Las Mestas |

## Statistiche di squadra
| Competizione           | %Vittorie | In casa | In casa | In casa | In casa | In casa | In casa | In trasferta | In trasferta | In trasferta | In trasferta | In trasferta | In trasferta | Totale | Totale | Totale | Totale | Totale | Totale |
| Competizione           | %Vittorie | G       | V       | N       | P       | Pf      | Ps      | G            | V            | N            | P            | Pf           | Ps           | G      | V      | N      | P      | Pf     | Ps     |
| ---------------------- | --------- | ------- | ------- | ------- | ------- | ------- | ------- | ------------ | ------------ | ------------ | ------------ | ------------ | ------------ | ------ | ------ | ------ | ------ | ------ | ------ |
| LNFA Stagione regolare | .500      | 4       | 2       | 0       | 2       | 62      | 95      | 4            | 2            | 0            | 2            | 80           | 126          | 8      | 4      | 0      | 4      | 142    | 221    |
| Totale                 | .500      | 4       | 2       | 0       | 2       | 62      | 95      | 4            | 2            | 0            | 2            | 80           | 126          | 8      | 4      | 0      | 4      | 142    | 221    |